# Conjunto de Borel
Un conjunto de Borel es un elemento de la llamada σ-álgebra de Borel, la cual no es más que la mínima σ-álgebra que contiene a una topología dada. Como caracterización alternativa, también se puede decir que un conjunto de Borel es cualquier conjunto obtenido mediante uniones e intersecciones numerables de conjuntos cerrados o abiertos en la topología considerada.
Frecuentemente se dice el término conjunto de Borel para referirse a un conjunto de la σ-álgebra asociada a la topología métrica usual de {\displaystyle \scriptstyle \mathbb {R} }.

## Introducción
Dados dos conjuntos A y B, se dice que A es un subconjunto de B si todos los elementos de A pertenecen a B. Toda vez que un conjunto X queda definido, quedan definidos también la colección formada por todos sus subconjuntos. Dicha colección se suele denotar por P(X) y contiene de manera trivial al propio X y al conjunto vacío.
Dados dos subconjuntos de X podemos calcular su unión o su intersección para obtener otro subconjunto de X.
Asimismo, dado un conjunto A podemos considerar su complementario X-A. Toda colección de subconjuntos de X cerrada bajo uniones, intersecciones y complementos se llama un álgebra. Si también es cerrada bajo uniones e intersecciones numerables se llama σ-álgebra.
Los conjuntos que pertenecen a una σ-álgebra no tienen por sí mismos ninguna propiedad especial. Es su relación con la colección de los conjuntos de la σ-álgebra lo que les hace especiales.